# Ден Боне
Ден Боне ([boʊˈneɪ]; івр. דן בונה, англ. Dan Boneh) — викладач і дослідник в області практичної криптографії та комп'ютерної безпеки.

## Біографія
Народився в Ізраїлі в 1969 році. Отримав PhD з комп'ютерних наук в 1996 році в Принстонському університеті під керівництвом Річарда Ліптона.
Один з розробників криптографії на основі парування Вейля спільно з Метью Франкліном із Каліфорнійського університету в Дейвісі.
Професор комп'ютерних наук та електротехніки Стенфордського університету.
Також він викладає онлайн-курси з криптографії на Coursera.
У 2002 заснував компанію Voltage Security разом зі своїми студентами, яка в 2015 році була придбана Hewlett-Packard.

## Нагороди
- 2021 Член Американського математичного товариства[18]
- 2016 Член Association for Computing Machinery[en][19]
- 2014 Нагорода ACM-Infosys Foundation[20]
- 2014 ACM Prize in Computing[en][21]
- 2013 Премія Геделя, спільно з Метью К. Франкліном[en] та Антуаном Жу[en], за його роботу над схемою Боне-Франкліна[en][22]
- 2005 RSA Award[23]
- 1999 Стипендія фонду Слоана[en][24]
- 1999 Packard Award[25]